# Арсенал (стадион в Тула)
Вижте пояснителната страница за други значения на Арсенал.
„Арсенал“ е футболен стадион в гр. Тула, Русия.
На него домакинските си мачове играе ФК „Арсенал“ от Тула. Националните отбори на Русия и Беларус играят на стадион „Арсенал“ през 1999 г.